# Gedea
Gedea is een geslacht van spinnen uit de familie springspinnen (Salticidae).

## Soorten
De volgende soorten zijn bij het geslacht ingedeeld:
- Gedea daoxianensis Song & Gong, 1992
- Gedea flavogularis Simon, 1902
- Gedea sinensis Song & Chai, 1991
- Gedea tibialis Żabka, 1985
- Gedea unguiformis Xiao & Yin, 1991